# Кад мисли ми врлудају
Кад мисли ми врлудају је албум првенац загребачке рок групе Аеродром, који је изашао 1979. године. Албум је сниман у августу и септембру 1979. године у студију Академик, Љубљана, док су завршни радови направљени у студију "Бауер", Лудвигсбург, Немачка. Објавила га је дискографска кућа Југотон. Материјал на албуму састоји се од осам песама, а њихов продуцент је Ведран Божић. Након овог албума, група Аеродром је наставила свој пут ка комерцијалнијем звуку који више води новом таласу и поп року, тако да је албум Кад мисли ми врлудају једини албум ове групе који има тврди рок звук.

## Списак песама
- Кад мисли ми врлудају
- Нестала доброта
- Врати се, Иване
- Пусти нека траје
- Шарени колачи
- Крај тебе у тами
- Разговор пред зору
- Бјегунци

## Извођачи
- Јурица Пађен - електрична гитара, вокал, текст
- Ремо Картагине - бас гитара
- Паоло Сфеци - бубњеви
- Младен Крајник - клавијатуре, вокал
- Златан Живковић - вокал, удараљке

- Ведран Божић - продуцент
- Амир "Баба" Бахтијаревић - извршни продуцент
- Миро Бевц - сниматељ
- Мирко Илић - дизајн
- Дражен Каленић - Фотографија
- Роберт Коцијан - фотографија предње стране омота